# Station Nijverseel
Station Nijverseel was een Belgische stopplaats van de NMBS langs spoorlijn 61 tussen Opwijk en Aalst in het Opwijks gehucht Nijverseel. De stopplaats was gelegen aan de kruising met de huidige N47. Ze werd in gebruik genomen op 14 mei 1906 en werd gebruikt tot de sluiting van de spoorlijn in 1976. Op 14 oktober 1981 werd toestemming gegeven voor de afbraak van het kleine gebouw dat nog resteerde.
0,0: Kontich ·
2,0: Edegem ·
3,8: Kontich-Dorp ·
8,8: Reet ·
12,1: Boom-Krekelenberg ·
14,0: Boom ·
18,5: Willebroek ·
21,7: Tisselt-West ·
26,1: Londerzeel-Oost ·
27,5: Londerzeel ·
30,7: Steenhuffel ·
34,2: Peizegem ·
37,4: Opwijk ·
40,3: Nijverseel ·
41,8: Baardegem ·
44,2: Moorsel ·
46,2: Mijlbeke ·
49,3: Aalst